# Telamonia setosa
Telamonia setosa är en spindelart som först beskrevs av Karsch 1880.  Telamonia setosa ingår i släktet Telamonia och familjen hoppspindlar. Inga underarter finns listade i Catalogue of Life.